# Kvinnor under reformationen

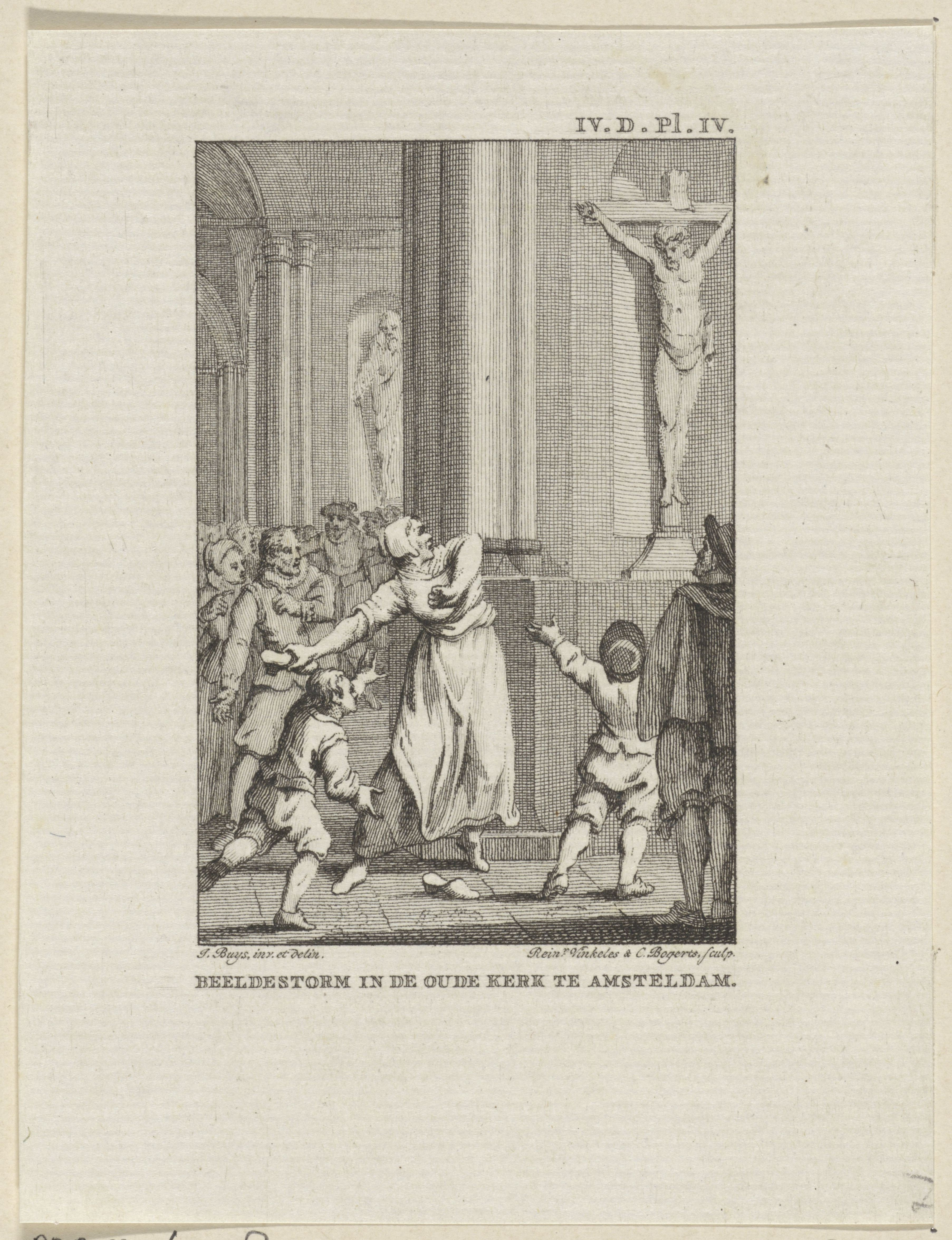
Beeldenstorm, 1566 Beeldestorm in de Oude Kerk te Amsteldam (titel op object), RP-P-OB-64.258

Kvinnans roll under reformationen i Europa påverkades djupt av bibeln och genomgick flera förändringar. Reformationens idéer om studiet av bibeln för att utröna Guds vilja påverkade uppfattningen om könens roll i samhället. Det allmänna idealet av bibelstudier gjorde att läskunnighet och bibelkunskap ökade för både kvinnor och män. Kvinnor gjorde sig i flera fall gällande i den offentliga teologiska debatten, och kvinnor med politisk och ekonomisk makt agerade som beskyddare av reformationen. Samtidigt innebar den större vikten vid bibelkunskap också att misogyna delar av bibeln, så som Paulus ord om att kvinnan skulle tiga i församlingen, användes för att tysta kvinnor. Stängningen av nunneklostren innebar också att ett alternativ till äktenskap försvann ur samhället, och medan män även i fortsättningen kunde bli präster, blev äktenskap framhävt som kvinnans enda ideal.    

## Historik

### Utbildning
Reformationen framhävde idén om att alla, inte bara präster, borde studera bibeln på sitt eget språk, för att göra det möjligt att själva se vad som var Guds vilja om hur samhället och världen borde se ut. Även kvinnor uppmuntrades i många fall att läsa bibeln. Det ansågs idealiskt för dem att kunna läsa bibeln för att av de bättre kunna fylla sin bibliska roll som hustru, och som ett föredöme för sina barn.  Detta resulterade gradvis i att läskunskapen ökade och så småningom till utvecklingen av ett skolväsende. I Sverige förespråkades till exempel grundskola för både pojkar och flickor i 1571 års kyrkoordning. Vikten som lades vid att läsa bibeln innebar att även flickor ansågs borde gå i skolan för att lära sig att läsa, så de skulle kunna läsa bibeln. Läskunnigheten ökade därmed hos kvinnor, då den förut mest hade varit reserverad för nunnor och den högsta eliten. 

### Stängningen av klostren
Stängningen av klostren under reformationen innebar en stor förändring i kvinnors ställning i samhället, även för de kvinnor som inte var nunnor.  Under medeltiden hade klosterlivet utgjort ett legitimt alternativ till äktenskap för kvinnor, och båda dessa alternativ hade framhävts som separata kvinnoideal. Nunnor kunde ofta lära sig att läsa och skriva och ägna sig åt studier, vilket annars var sällsynt för kvinnor. 
Reformatorerna såg dock inte att det fanns något stöd i bibeln för klosterliv. Klostren förbjöds att inviga några nya medlemmar, och dess medlemmar tilläts återvända till sina familjer och gifta sig.  Kloster för både män och kvinnor upplöstes, men i praktiken tycks kloster för kvinnor ofta ha behandlats något mildare. Medan munkkloster ofta upplöstes direkt och munkarna förvisades, tilläts nunnor ofta kvarbli i den före detta klosterbyggnaden på livstid, och mottog ett statligt underhåll för sin försörjning. Anledning till detta var möjligen att hänsyn togs till det faktum att kvinnor i det dåtida samhället hade svårare att försörja sig själva utanför klostret, samt att nunnor ofta kom från adliga och inflytelserika familjer. Detta innebar att vissa nunnekloster i praktiken kunde finnas kvar i decennier efter reformationen, trots att de till namnet var stängda: i Sverige stängdes till exempel inte Vadstena kloster förrän 1595, nästan sjuttio år efter reformationen.  Samma mönster kan skönjas i de flesta protestantiska länder: på Island tilläts Solveig Rafnsdóttir på Reynistaðarklaustur stanna med sina nunnor i fler årtionden efter att kloster formellt stängdes; i Norge stängdes Bakke kloster 1537 men nunnorna var kvar till åtminstone 1561; i Finland, stängdes Nådendal kloster 1527 men nunnorna bodde kvar i femtion år till; och i Danmark stängdes Maribo kloster officiellt 1536, men nunnorna bodde kvar till 1551, varefter klostret gjordes om till ett protestantiskt frökenstift.  
I England stängdes även nunneklostren direkt, men även där mottog nunnor till skillnad från munkar statligt underhåll på livstid eller fram till giftermål, vilket till exempel både Shaftesbury Abbeys abbedissa Elizabeth Zouche och Wilton Abbeys abbedissa Cecily Bodenham gjorde, liksom deras nunnor. Situationen var densamma i Skottland, där Euphemia Leslie utverkade en pension åt nunnorna i sitt kloster när reformation infördes. Det förekom också att nunnekloster drev till exempel flickskola för pengar i klostret, så som skedde i Sko kloster. 
Att nunnor vräktes från sina kloster på ett lika brutalt sätt som munkar var sällsynt men förekom. Sådana exempel fanns i Schweiz, där nunnan Jeanne de Jussie har skildrat hur nunnorna jagades bort från sitt kloster i Geneve, och i Nederländerna, där reformationen ägde rum i samband med det nederländska frihetskriget, och där bland annat abbedissorna Amalberga Vos och Louise Hanssens tvingades evakuera och fly med sina nunnor då deras kloster attackerades och förstördes av bildstormare. 
I Tyskland och Danmark förekom det att vissa kloster omvandlades till protestantiska kloster, så kallade frökenkloster.

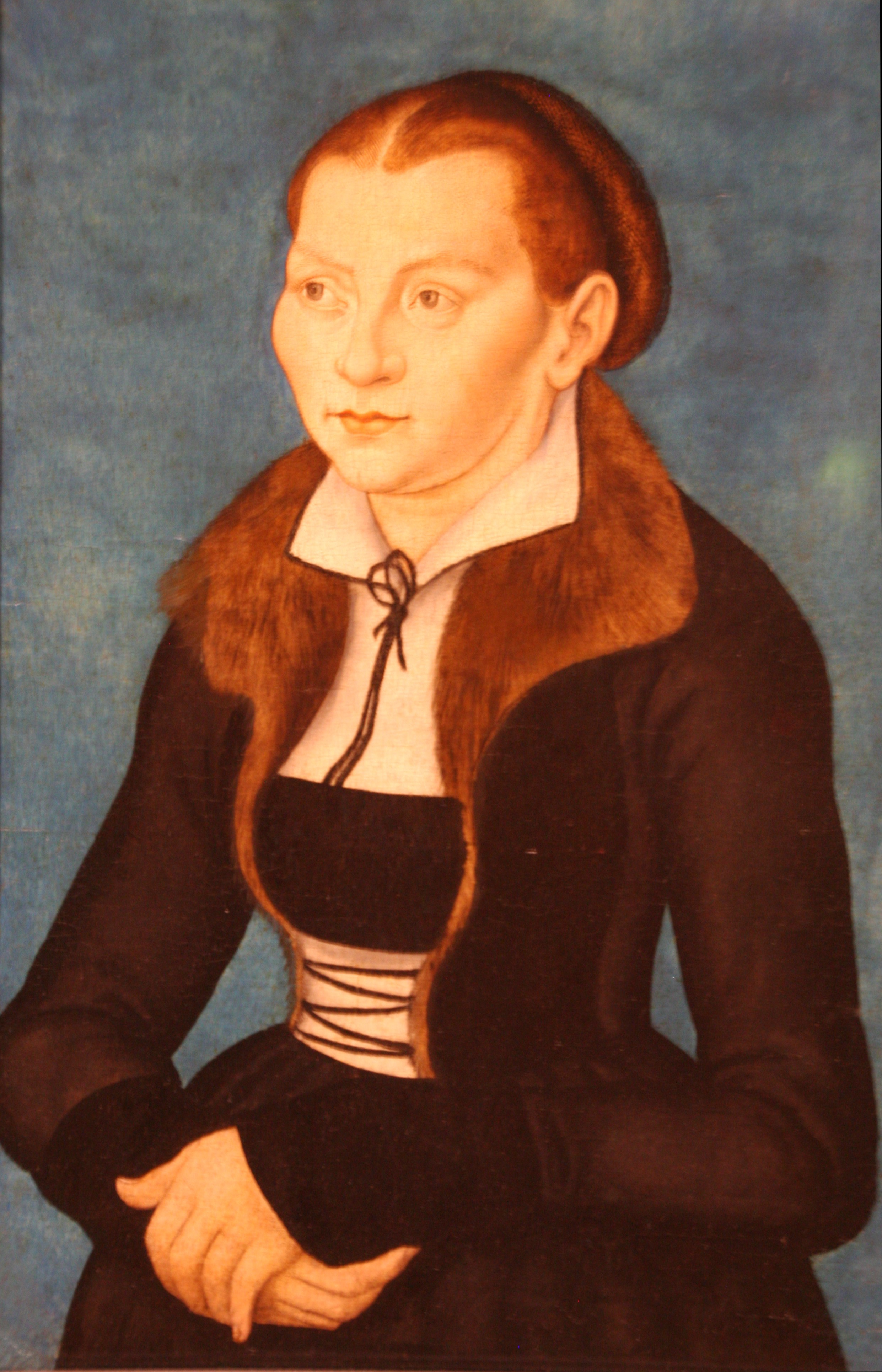
Katharina von Bora porträtterad av Lucas Cranach d.ä. 1528. Pendang till Porträtt av Martin Luther.

### Äktenskap
Stängningen av nunneklostren innebar att kvinnor i fortsättningen inte kunde inneha ett religiöst heltidsyrke, medan män fortfarande kunde bli präster i den nya kyrkan.  Det innebar också att äktenskap i fortsättningen uppfattades som det enda idealet för en kvinna. Kvinnans roll i samhället formades därefter av uppfattningen om den idealiska hustrun. Idealhustrun i sin tur skapades efter det ideal man tolkade sig från studier av bibeln. 
Hustrun skulle enligt detta bibliska ideal vara mannens underdåniga och lydiga hjälpare, underkastad honom men villig att assistera honom i hans uppgifter när det var nödvändigt, och i övrigt helt ägnande sig åt hushållsuppgifter och barnuppfostran. Bibelstudier uppmuntrades för att uppfylla detta ideal och flickor skulle därför lära sig att läsa, vilket tidigare inte hade ansetts nödvändigt, även om renässansens ideal hade gjort bildning modernt för en liten elit av överklasskvinnor. Utöver detta förändrades dock inte synen på flickors uppfostran, utan de fick även i fortsättningen nästan enbart lära sig hushållskunskaper och barnavård, med inriktning på att bli ideala hustrur som vuxna. 
Synen på äktenskap påverkades av bibelstudier, och även månggifte förekom i bibeln. Hertig Filip den ädelmodige ingick med godkännande av Martin Luther bigami.
Ett nytt fenomen som uppkom under reformationen var att nunnor lämnade klostren och gifte sig, samt att präster började gifta sig och den legitima prästfrun uppstod som ett nytt samhällsfenomen. 

#### Nunnors giftermål
Det mest berömda exemplet på giftermål för en före detta nunna var munken Martin Luthers giftermål med den före detta nunnan Katharina von Bora, och Katarina von Bora kom att ses som ett exempel både för nunnor som lämnat sina kloster och kvinnor över huvud taget som gifte sig med präster.  Hon var inte den enda nunnan som gifte sig med en munk: Karin Hansdotters mor nunnan Ingeborg Åkesdotter gifte sig med munken Hans Klasson Kökkemäster, som blev luthersk präst efter reformationen i Sverige. Andra exempel på gifta nunnor var Charlotte de Bourbon-Montpensier, Katharina von Zimmern, abbedissa if Fraumünster kloster i Zürich, och Birgitta Botolfsdotter, abbedissa i Vadstena kloster.
Både nunnors, munkars och prästers giftermål var enormt kontroversiellt och provocerande för samtiden, och kvinnor som Katarina von Bora kom att ses som fruktansvärda exempel för andra kvinnor, då nunnors giftermål sågs som en skam.

#### Prästfrun
Att präster fick gifta sig innebar att en ny kvinnoroll uppstod i samhället: prästfrun, vars roll blev att se till församlingsbornas kroppsliga välfärd. De första prästerna gifte sig ofta med sina hushållerskor. Före reformationen var det vanligt för prästerna att ha sexuella förhållanden med sina hushållerskor och få barn med dessa. I Sverige kallades dessa hushållerskor-älskarinnor för forsia, och under reformationen uppmanades dessa präster att gifta sig med sina forsia: ett exempel på detta var Jöran Perssons far Curatus Petrus (Per Joensson), som gifte sig med sin forsia Anna Pehrsönernas moder.
Det nya fenomenet med prästfruar skapade samtidigt ett nytt problem, eftersom prästerna inte ägde sina prästgårdar och deras änkor därmed stod utan försörjning efter makens död. Därmed uppstod snart i Tyskland och de nordiska länderna fenomenet änkekonservering för prästänkor, då en ny präst ofta valdes på villkor att han gifte sig med sin företrädares änka.

### Kvinnliga reformatorer

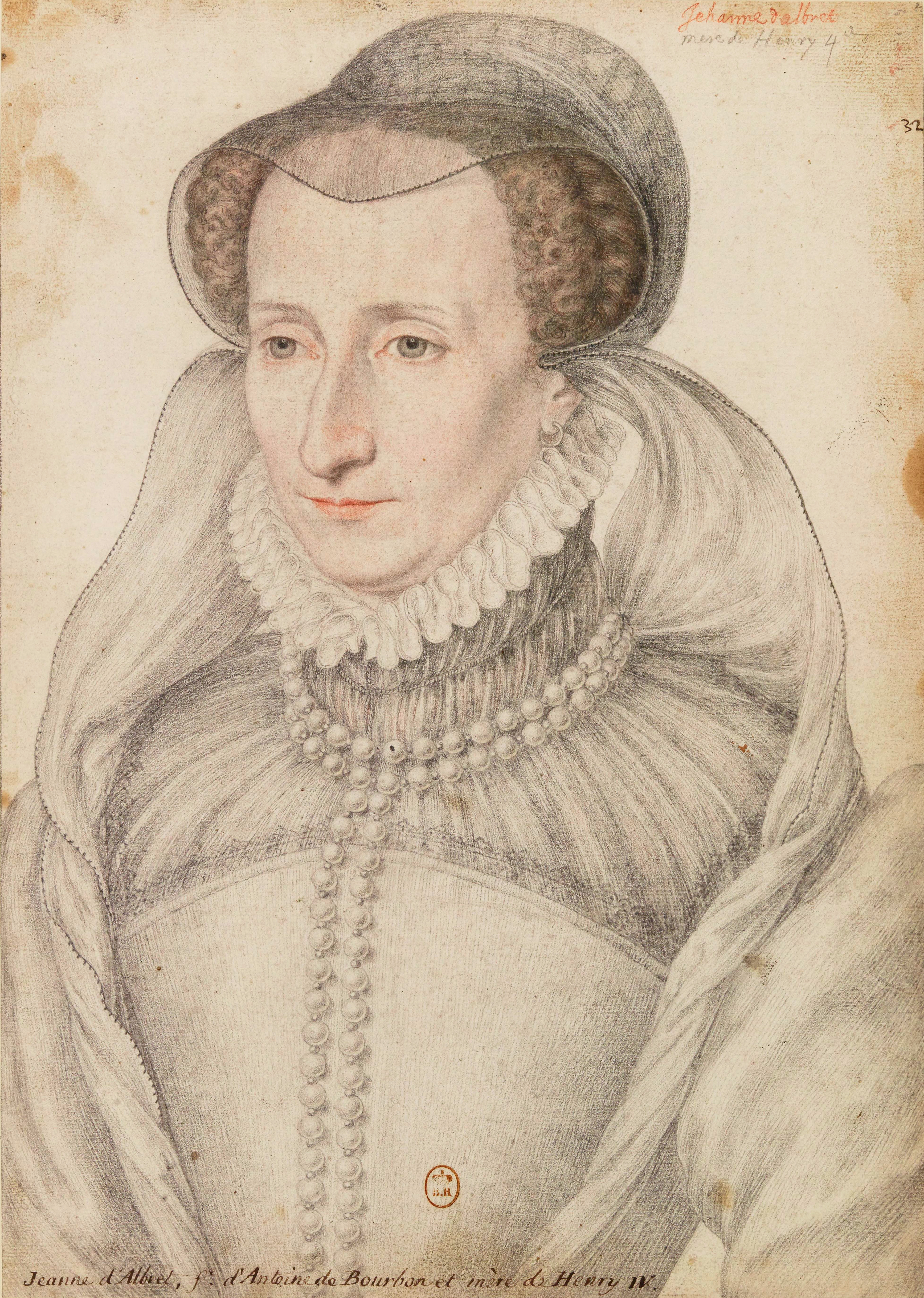
Johanna III av Navarra.

Kvinnors roll i samhället debatterades under reformationen med utgångspunkt från bibelstudier. Den nya roll som accepterades för kvinnan var den som lydig hustru och mor. Paulus ord om "Kvinnan tige i församlingen", som genom fokuset på bibelstudier nu blev allmän kunskap, framhävdes för att motivera att kvinnor var underkastade mannen och inte borde spela en offentlig roll. 
I praktiken deltog dock även kvinnor i den offentliga debatten under reformationen. De bibelstudier som uppmuntrades under samtiden och den växande läskunnigheten gjorde även kvinnor engagerade i den pågående samhällsomvandlingen. Många kvinnor deltog i de så kallade bildstormarna, så som det berömda exemplet Weyn Ockers, som deltog i den stora nederländska bildstormen 1566. Sådana exempel fanns även på andra sidan, som till exempel Engel Korsendochter, som tvärtom försvarade ett katolskt kapell från förstörelse. Sådana handlingar prisades som religiösa föredömen. 
Inställningen till kvinnors deltagande i reformationen var mer komplicerad då det handlade om teologi och offentlig debatt. En del manliga reformatorer diskuterade teologi med kvinnor och influerades av kvinnor. Bland de mest framträdande kvinnorna i debatten fanns Argula von Grumbach, Ursula von Münsterberg, Katharina Zell, Anne Locke och Marie Dentiere. Ett flertal kvinnor gjorde sig märkbara som författare av reformatorisk litteratur, som Elisabeth Cruciger, Magdalena Heymair och Kristina av Hessen. 
Även kvinnors rätt att utöva makt debatterades med utgångspunkt från studier av bibeln. Det mest berömda verket om kvinnliga makthavare under reformationen är The First Blast of the Trumpet Against the Monstruous Regiment of Women av John Knox, som fördömde kvinnliga monarker och regenter med argumentet att bibeln inte tillät kvinnor att sätta sig över män.  1500-talet var dock ett sekel med ovanligt många kvinnliga regenter. Många manliga reformatorer beskyddades av kvinnliga mecenater, och ett flertal kvinnliga makthavare gjorde sig berömda som beskyddare av reformationen och protestanter, så som Renée av Frankrike och Margareta av Angoulême. Det beskydd Zwingli fick av Katharina von Zimmern, abbedissa av Fraumünster i Zürich och representant för kejsaren och de facto härskare över Zürich, var avgörande för införandet av reformationen i Zürich. I England spelade drottning Anne Boleyn inte bara indirekt en roll i Henrik VIII:s införande av reformationen i England, utan agerade också direkt som en beskyddare av protestanter och reformationens idéer. 
Det finns också exempel på kvinnliga regenter som själva införde reformationen i sina stater. Elisabet av Brandenburg införde reformationen i hertigdömet Braunschweig-Calenberg-Göttingen när hon var regent för sin son där 1540-1545.  Drottning Johanna III av Navarra införde reformationen i sitt kungarike, men blev också berömd som ledare för de protestantismen i Frankrike och beskyddare för de franska hugenotterna under de franska hugenottkrigen. Också som klerikala regenter införde kvinnor reformationen: den regerande fursteabbedissan Anna II av Stolberg införde reformationen i sitt klosterstift-furstendöme, och avskrev sig därmed många av sina rättigheter som regent. 
Trots den offentliga retoriken fortsatte kvinnor att spela en offentlig roll i samhället utifrån sin samhällsställning: adliga kvinnor fortsatte att sköta gods och utöva inflytande vid hoven och borgarkvinnor fortsatte att bedriva affärer. Reformationen kunde gynna dem indirekt precis som deras manliga kolleger, så som när Anna Karlsdotter (Vinstorpaätten) kunde utöka sina gods  och affärskvinnan Anna taskomakare kunde berika sig, båda tack vare reformationens konfiskation av tidigare kyrklig egendom.

## Martyrer

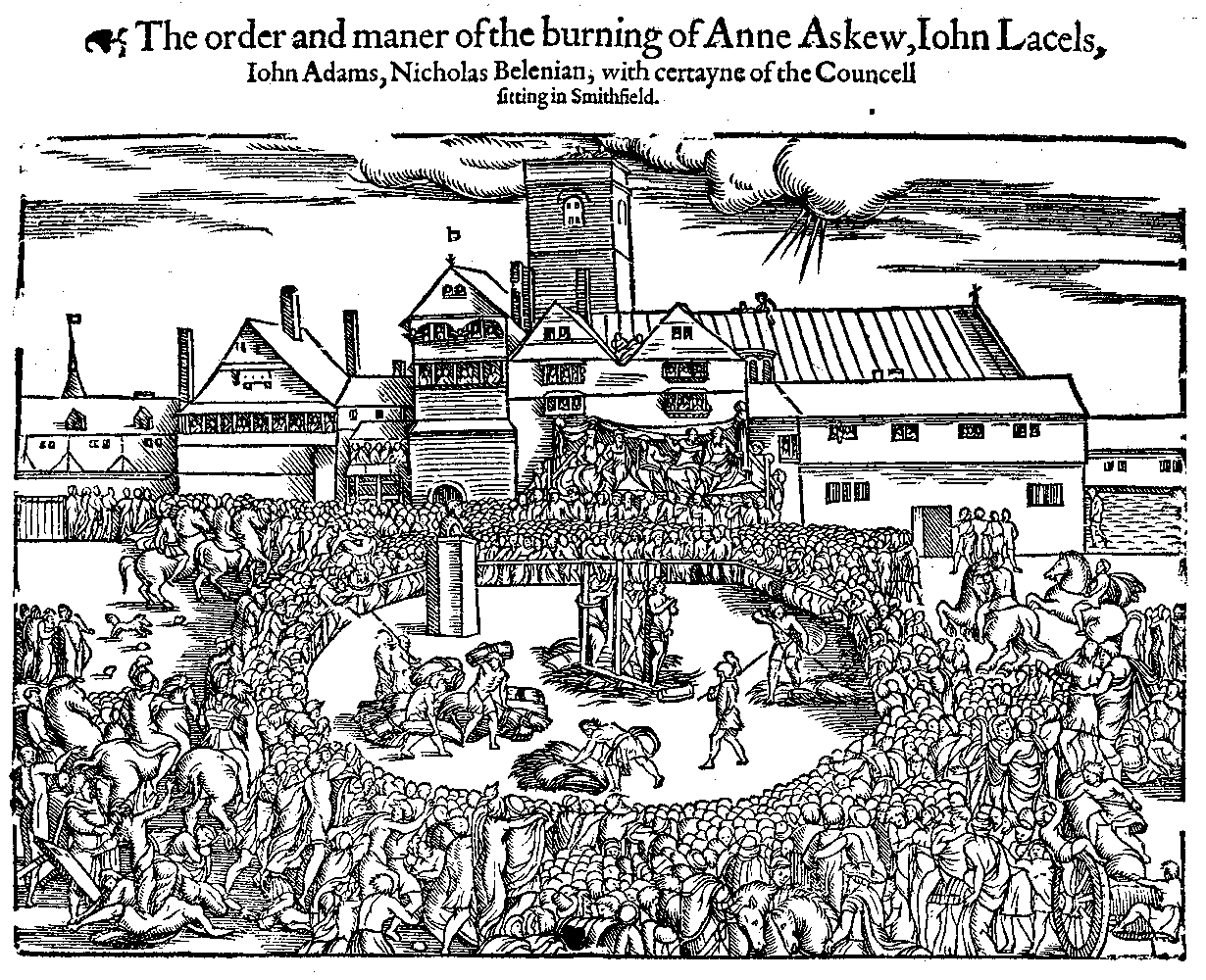
Woodcut of the burning of Anne Askew, for heresy, at Smithfield in 1546

Kvinnor medverkade liksom män aktivt i reformationen och blev liksom män avrättade för sina religiösa övertygelser, och flera av dem kom att anses som martyrer. 
Bland de notabla exemplen fanns:
- Aefgen Listincx, 1538, Nederländerna
- Anneke Esaiasdochter, 1539, Nederländerna
- Katarzyna Weiglowa, 1539, Polen
- Maria van Beckum och Ursula van Beckum, 1544, Nederländerna
- Anne Askew, 1546, England
- Joan Bocher, 1550, England
- Margaret Polley, 1555, England
- Guernsey Martyrs, 1556, England
- Joan Waste, 1556, England
- María de Bohórquez, 1559, Spanien
- Weyn Ockers, 1568, Nederländerna
- Anneke Ogiers, 1570, Nederländerna